# Giuseppe Simonetti
Giuseppe Simonetti (Castelnuovo di Farfa, 23 settembre 1709 – Roma, 4 gennaio 1767) è stato un cardinale italiano.

## Biografia
Compì i suoi studi in Roma fino a laurearsi all'Università La Sapienza di Roma in utroque iure nel 1735.
Nel medesimo anno fu ordinato sacerdote. Ricoprì numerosi incarichi nell'amministrazione della giustizia in Roma. Nel 1759 divenne Segretario del Sacro Collegio del Concilio di Trento.
Nel maggio del 1761 fu nominato Vescovo titolare di Petra (Palestina) ed il 7 luglio di quell'anno ricevette la consacrazione episcopale, venendo nominato Assistente al Soglio pontificio. Nel concistoro del 26 settembre 1766 fu nominato da Papa Clemente XIII Cardinale presbitero con il titolo di San Marcello, che ricevette poco dopo. Morì a pochi mesi dalla nomina.
Il cardinale Giuseppe Simonetti non partecipò ad alcun conclave.

## Genealogia episcopale
La genealogia episcopale è:
- Cardinale Scipione Rebiba
- Cardinale Giulio Antonio Santori
- Cardinale Girolamo Bernerio, O.P.
- Arcivescovo Galeazzo Sanvitale
- Cardinale Ludovico Ludovisi
- Cardinale Luigi Caetani
- Cardinale Ulderico Carpegna
- Cardinale Paluzzo Paluzzi Altieri degli Albertoni
- Cardinale Flavio Chigi
- Papa Clemente XII
- Cardinale Giovanni Antonio Guadagni
- Cardinale Ferdinando Maria de Rossi
- Cardinale Giuseppe Simonetti